# Walhalla (Mertens)
Walhalla, op. 140 is een compositie voor fanfareorkest van de Nederlandse componist Hardy Mertens uit 1987.
Het werk werd op cd opgenomen door de Koninklijke Fanfare Philharmonie uit Leende onder leiding van Frans van Dun en op lp door de Fanfare "St. Joseph", Pey onder leiding van Jos Stoffels.